# Крючков, Владимир Николаевич
Владимир Николаевич Крючков (12 марта 1957) — советский и российский хоккеист-защитник, затем тренер. Мастер спорта, Заслуженный тренер России.

## Карьера игрока
Играл на позиции защитника в командах:
- 1976—1978 «Локомотив» (Москва)
- 1978—1979 СКА МВО (Москва)
- 1979—1981 «Химик» (Воскресенск)
- 1981—1985 «Ижсталь» (Ижевск)
- 1985—1986 «Спартак» (Москва)
- 1986—1990 «Торпедо» (Ярославль)
- 1990—1991 «Сельва (Гардена)» (Италия)
- 1991—1992 «Сельва (Гардена)» (Италия)

В чемпионатах СССР провёл 301 матч, забросил 34 шайбы.
Бронзовый призёр Чемпионата СССР 1986 года.

## Карьера тренера
- Тренер ХК «Торпедо-2» (Ярославль) с 1 июля 1996 г. по 1 октября 1998 г.
- Главный тренер ХК «Торпедо-2» (Ярославль) с 1 октября 1998 г. по 14 ноября 1998 г.
- Тренер ХК «Северсталь» (Череповец) с 14 ноября 1998 г. по 31 января 2000 г.
- Тренер СДЮШОР «Торпедо» (Ярославль) с 1 февраля 2000 г. по 18 июля 2000 г.
- Главный тренер ХК «Локомотив-2» (Ярославль) с 18 июля 2000 г. по 28 ноября 2000 г.
- Главный тренер ХК «Локомотив» (Ярославль) с 28 ноября 2000 г. по 23 января 2001 г.
- Главный тренер ХК «Локомотив-2» (Ярославль) с 23 января 2001 г. по 10 мая 2003 г.
- В 2001—2003 гг. являлся главным тренером юношеской сборной России 1985 г.р.
- Старший тренер ХК «Салават Юлаев» (Уфа) с 8 июня 2003 г. по 25 октября 2003 г.
- Исполняющий обязанности главного тренера ХК «Локомотив» (Ярославль) с 23 октября 2003 г. по 2 ноября 2003 г.
- Тренер ХК «Локомотив» (Ярославль) с 2 ноября 2003 года по 30 декабря 2004 г.
- Тренер ХК «Спартак-2» (Москва) с 1 марта 2005 г. по 30 марта 2005 г.
- И. о. старшего тренера ХК «Спартак» (Москва) с 30 марта 2005 г. по 23 июня 2005 г.
- Главный тренер ХК «Молот-Прикамье» (Пермь) с 23 июня 2005 г. по 3 июля 2006 г. и с 13 августа 2006 г. по 27 сентября 2006 г.
- Старший тренер ХК «Металлург» (Магнитогорск) с 2 октября 2006 года по 31 марта 2007 г.
- В 2008—2009 гг. — главный тренер команды «Белые Медведи» (Москва) 1992 г.р.
- 1 ноября 2007 года — 1 сентября 2009 — главный тренер юношеской сборной России (до 16 лет).
- С 2014 г. — тренер ДЮСШ «Атлант» (Московская область).

Бронзовый призёр юниорского чемпионата мира 2003 года.

## Административная карьера
- Генеральный менеджер ХК «Спартак» (Москва) с 3 июля по 13 августа 2006 года.